# Одеська Хатинь
Одеська Хатинь (рос. Одесская Хатынь) — вигаданий російськими пропагандистами і загальноприйнятий у їх середовищі мем  (можливо його автором є Єгор Холмогоров), що подає у вигідному для них ключі події трагедії 2 травня 2014 року в Одесі. Термін створений в аналогії з селом Хатинь у Білорусі, що було спалене німецькими каральними формуваннями під час Другої світової війни.

## Подання російськими ЗМІ та блогерами подій протистояння 2 травня 2014 року
Практично всі російські провладні та українські антимайданівські ЗМІ  та блогери замовчують або заперечують той факт, що початком протистояння став напад активістів Одеської дружини на учасників маршу футбольних фанатів Металіста та Чорноморця за єдність України. Так, наприклад у довідці РІА Новості від 10 листопада 2015 року зазначено, що "бійка між  футбольними фанатами та антимайданівцями на Грецькій площі призвела до розгрому наметового містечка на Куліковому Полі та підпалу Будинку Профспілок в якому сховалися представники "антимайдану", однак не вказано хто саме спричинив "бійку на Грецькій".

В російському пропагандистському вікіпроєкті "Руксперт" з посиланням на "Живий Журнал" початок протистояння подано як напад проукраїнських активістів на учасників Одеської дружини:  
" 2 травня 2014 року радикали відкрили стрілянину в центрі Одеси в бік проросійських активістів - Одеської дружини. За попередніми даними було вбито -  можливо помилково - одного радикала "Правого сектора" (або ультрас)."

### Фейк про загиблу вагітну жінку
Серед фотографій жертв  протистояння в Будинку Профспілок було зображення загиблої жінки з великим животом, що лежить на столі посеред розгромленої кімнати.  Саме це фото  стало приводом до численних розповідей "про зґвалтовану й задушену бойовиками вагітну співробітницю одеського Будинку Профспілок, що мала скоро піти у декрет, але була по - звірячому вбита ". При цьому майже ніхто не звернув уваги що протистояння відбулося у вихідний день і  з штатних працівників у будинку були присутні тільки чергові вахтери.

Коли спеціальний кореспондент російської служби Радіо Свобода Олена Риковцева звернулася до головного лікаря однієї з одеських клінік з питанням про особу загиблої в Будинку Профспілок вагітної жінки, той відповів що вперше чує  про це, бо "не сидить у фейсбуках". Далі він  
" попрохав  показати фото і одразу сказав, що це явно жінка в літах, котру навіщось зняли у такій позі, вочевидь, щоб створити відповідний ефект. Проте  він, звичайно ж, зателефонував, до якихось своїх вищих лікарських інстанцій, щоб дізнатись, чи не було вагітних серед   поранених та загиблих. Йому чітко відповіли що не було."
Згодом, 7 жовтня 2014 року сайт  так званого "Комітету визволення Одеси" розповсюдив інформацію з посиланням на скандально відомого журналіста Анатолія Шарія про те що це фото однієї з загиблих 59 річної Варєнікіної Анни Анатоліївни, співробітниці Одеської бібліотеки ім. Грушевського. Шарій обстоює версію задушення жінки, говорячи про докази на оригінальному фото, яке нібито загубилося в мережі через  постійний його репост.
"Першопочатково, через особливості тілоскладання нещасної, багато хто вирішив, що на фотографії зображено вагітну жінку ... На оригінальній фотографії високої якості добре видно странгуляційну (в оригіналі - стрінгуляційну) смугу на шиї та посиніле обличчя, просто зараз через численні клони цю фотографію в мережі не знайдеш, але вона там є." 
Проте, 5 січня 2015 року у блозі Живий Журнал "Алєксандр Нікішин" з'явився запис про те що на фото зображене  тіло загиблої  55 річної Ірини Яковенко.

### Фейк про побиття лікаря
Серед активно коментованих та поширюваних  в інтернеті у перші дні після трагедії був пост написаний від  імені лікаря одеської швидкої допомоги Ігоря Розовського про начебто його побиття євромайданівцями за спробу надати медичну допомогу помираючим учасникам акції протесту на Куликовому Полі, що вистрибнули з вікна під час пожежі в Будинку Профспілок.
"Як лікар я поспішив надати допомогу  тим, кого можна було врятувати, але мене атакували бойовики, не давши підійти до пораненого. Один з них грубо відштовхнув мене, пообіцявши, що скоро мене та інших євреїв чека така сама доля. 
Я бачив хлопця, котрого можна було врятувати,  якби я зміг забрати його до лікарні, але всі умовляння закінчились ударом по моєму обличчю і втратою окулярів..." 
Проте внаслідок журналістського розслідування виявилось, що людини під ім'ям  Ігор Розовський   немає серед персоналу одеських медзакладів. На фотографії акаунту був зображений стоматолог з Усть - Джегутинської поліклініки Карачаєво - Черкеської республіки Російської Федерації Руслан Хаджи - Муратович Семенов.
Сам акаунт Ігоря Розовського був створений 3 травня 2014 року і після поширення інформації швидко видалений.

## Заклики до самосудів та розправ
Вже протягом перших днів учасники Антимайдану та терористичних організацій ДНР і ЛНР розпочали збір даних про євромайданівців та їх прихильників, що брали участь у подіях протистояння або були начебто впізнані очевидцями.  В інтернеті стали з'являтись списки учасників, їх фотографії, дані про місце проживання з  погрозами та закликами до їх убивств.
Так обвинуваченим у начебто задушенні та зґвалтуванні літньої жінки з фото було "призначено" активіста Запорізької самооборони спортсмена Бориса Резніченка, який 2 травня 2014 року охороняв Запорізьку облдержадміністрацію.
Практично одразу на його сторінку в соцмережах стали приходити погрози від жителів Росії в кількості 50 - 60 на хвилину. Коли він не витримав і видалив сторінку, антимайданівці розцінили це як спробу замести сліди.
Через два тижні після трагедії в мережі з'явились повідомлення про самогубство однієї з активісток одеського Євромайдану, що брала участь у протистоянні 2 травня. Однак  залишилося під питанням чи має самогубство стосунок  до подій 2 травня 2014 року.

## Розпалювання  ворожнечі до українців
Практично від перших годин після трагедії  2 травня 2014 року в Одесі події стали приводом для розпалювання численними російськими та проросійськими мас-медіа і блогерами  міжнаціональної ворожнечі та ненависті до української держави та українців. В опублікованому газетою "Зеркало Крыма" від 3 травня 2014 року матеріалі "Карать карателей" Єгор Холмогоров  закликав до ракетного бомбардування України: 
"Тільки якщо Україна побачить полум'я російського гніву, що виривається з сотень реактивних дюз, то вона прийде до тями." 
Апофеозом  піднятої в російському суспільстві істерії стало інтерв'ю  Олександра Дугіна, абхазькому агентству новин ANNA News[ru] від 6 травня 2014 року, в якому він,    коментуючи події в Одесі 2 травня, описуючи начебто звірства українців, закликав їх вбивати. На 18-ій хвилині інтерв'ю він заявив:
```
« 
Але те що ми бачимо 2-го травня, це вже виходить за всі межі. Я думаю вбивати, вбивати і вбивати. Більше розмов ніяких не повинно бути. Це я вам як професор говорю.
 »
```

У Росії розпочався збір підписів за звільнення професора факультету соціології МДУ та лідера міжнародного євразійського руху Олександра Дугіна через публічні заклики вбивати українців: «ми вважаємо, що публічна діяльність „професора“ Дугіна несумісна з займаним їм постом в системі державної освіти, завдає шкоди образу російської науки і статусу МДУ ім. Ломоносова».

## Трагедія в Одесі як інструмент проросійської пропаганди

### Виставка "Одеська Хатинь"
11 липня 2014 року у Варшаві активістом партії "Родіна" Олегом Музикою, що брав участь у подіях 2 травня, було організовано пропагандистську фотовиставку "Одеська Хатинь", що складалася з тенденційної підбірки 60 фотографій. Того ж дня в готелі, де відкрилась експозиція, спалахнув конфлікт між організаторами та групою молодих людей, що назвалися українцями.
Так само конфлікт і сутички з представниками української громади спричинило відкриття фотовиставки у Лісабоні 30 вересня 2014 року.
Протягом 2014 - 2015 років фотовиставку було презентовано в низці країн Європи та Ізраїлі.

### Пропагандистські фільми про трагедію 2 травня 2014 року в Одесі
- Одесса. Три года. Фильм-расследование Аркадия Мамонтова[13].
- Одеса. "Народне розслідування". - серія відеороликів, випущена головним редактором порталу PolitRussia, Русланом Осташко[14].